# Знаки відміни (геральдика)

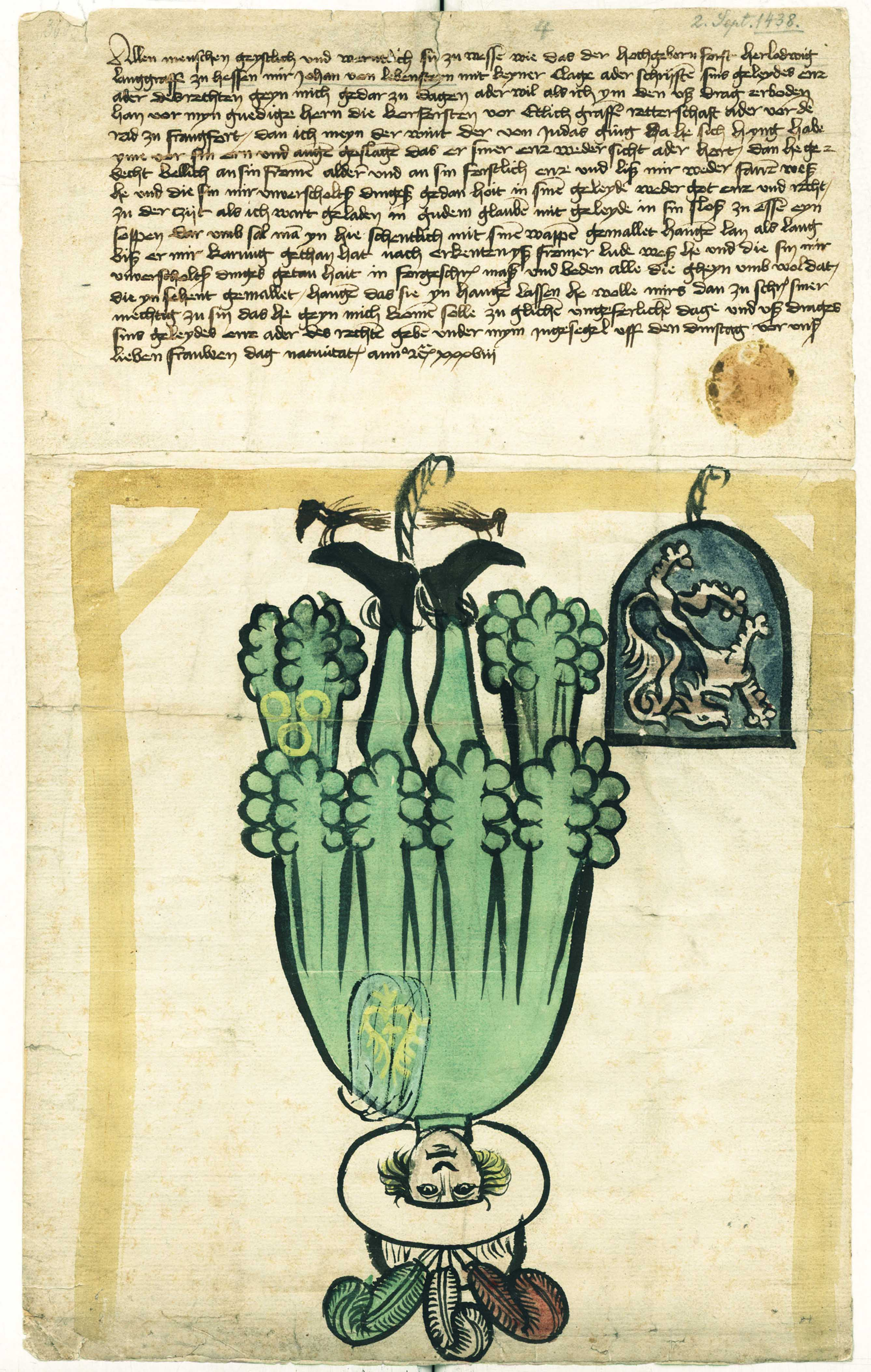
Гессенський гофмейстер Йоганн фон Левенштайн з перевернутим щитом (1438), покараний за зраду.

Знаки відміни — геральдичні фігури або поєднання тинктур, що включаються в герб власника за вироком для позначення того або іншого ганебного вчинку. Характерні для французької, англійської, португальської, німецької геральдики.

## Символіка
Знаки відміни можуть бути передані як геральдичними фігурами в неприродному положенні, так і за допомогою поєднання тинктур, коли в герб додаються рідкісні і маловикористовувані фініфті (емалі):
- Помаранчевий брусок — той, хто відкликав свій виклик.
- У срібному полі помаранчева усічена вільна частина — хвалько про свої військові перемоги.
- У золотому полі криваво-червона кроквоподібний увігнутий край — жоноподібність.
- У золотому полі помаранчевий увігнутий край — той, хто убив полоненого після здачі.
- У срібному полі криваво-червоний шипоподібний укорочений клин — боягуз.
- У золотому полі простий криваво-червоний край — брехун.
- Перевернутий щит — зрадник, також — відмітка смерті.
- У срібному полі порожнистий вилоподібний хрест з криваво-червоним правим полем — розпусник.
- У срібному полі порожнистий вилоподібний хрест з криваво-червоним лівим полем — п'яниця.
- У криваво-червоному полі срібний вилоподібний хрест — розпусник і п'яниця.

Лев-боягуз означає ганьбу або боягузтво
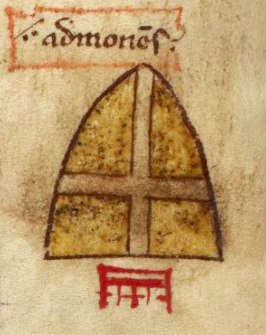
Герб померлого Готфріда (Historia Anglorum, 1259)

## Застосування

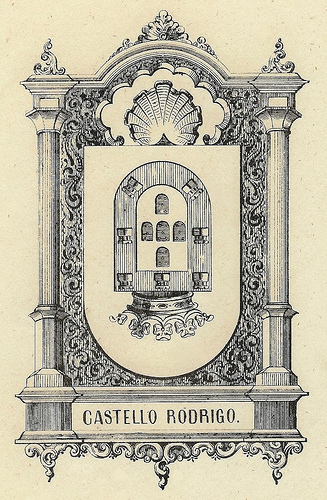
Старий герб містечка Каштелу-Родрігу

- Розжалування з лицарів. Супроводжувалося розбиттям щита того, хто зганьбив себе, позбавленням власника атрибутів лицарства і кидання їх в найближчу стічну канаву, видаленням герба з гербовників. Так, у 1323 році суд перів виніс вирок серові Ендрю Гарклі, графові Карлайля, який був засуджений як зрадник, що вступив в таємну змову з шотландцями проти фаворита англійського короля Едуарда II (1307—1327) Хью Ле Діспенсера. За вироком, меч, отриманий графом від короля, має бути вилучений, також зняті плащ, капюшон, накидка, а позолочені шпори належало розрубати його лакеєві, після чого меч ламали над головою засудженого. Коли це було зроблено, один із суддів, сер Ентоні Лусі вимовив: «Ендрю, тепер ти не лицар, але ти лакей». У інших випадках, коли розжалування супроводжувалося стратою, на злочинця міг надіватися щит з гербом, перевернутий вверх ногами як символ ганьби.
- У цивільних гербах. Під час правління короля Едуарда III (1327—1377) був засуджений капітан Кале, який «продав» місто ворогам за 20 тисяч крон. Зрадник був «обдарований» таким гербом: «у блакитному полі чотири жовті молетти, дві в поясі, стільки ж на чолі, перевернуті вверх ногами».
- У муніципальних гербах. Старим гербом португальського містечка Каштелу-Родрігу є біле поле з перевернутим гербом Португалії, оскільки місцеві жителі зрадили короля Жуана I під час португальсько-кастильської війни.